# 元曲選
《元曲選》又稱《元人百種曲》，是明代雜劇選集。臧懋循編輯。收錄元代雜劇九十四種，明代雜劇六種，總計一百種。
臧懋循為萬曆八年（1580年）進士。曾前往麻城（今属湖北）劉承禧家借到元人杂剧二三百種。万历四十四年（1616年）撰成《元曲選》，雅俗兼收，並經過整理校訂，科白俱全，全書分二十集，每集五種，共百種，約占现存的元人剧本三分之一。每剧附图二至四幅，总计224幅，更使其具有特别吸引人之处。其中所收作品《灰阑记》、《陈州粜米》、《虎頭牌》、《争报恩》、《馮玉蘭》、《来生債》等15本為孤本。《元曲选》刊刻以來一直是元杂剧的最流行版本，其经典地位從未遭到動搖。
臧懋循对《元曲选》選錄的作品往往進行大幅修改，這是公认的事实；而一齣戲的最后一折往往是改编幅度最大的，這是臧氏本人更喜欢大团圆结局。臧懋循還刻意删除或缩短重复的賓白，又加入他自己的内容，以使情节安排更加緊湊。美国亚利桑那州立大学教授奚如谷（Stephen West）曾将《竇娥冤》的諸多版本做了对比，认为《元曲选》本更重视儒家的道德说教；而《古名家》本《竇娥冤》的主題則是“經濟交換和個人的商品化”。
《元曲选》有明代万历中吴兴臧氏刊本。今人隋樹森又發現大量刻本，共62種，再編成《元曲選外編》，1957年出版。